# 农村合作基金会
农村合作基金会是指1984至1999年间在中华人民共和国的许多农村地区盛行的一类资金互助合作组织。

## 定义定性
在中华人民共和国农业部下达的【1993】农【经】字第8号文件中，对农村合作基金会作了规范性定义：“农村合作基金会是在坚持资金所有权及其相应的收益权不变的前提下，由乡村集体经济组织和农户按照自愿互利、有偿使用的原则而建立的社区性资金互助合作组织。它的宗旨是：为农民服务，为农业生产服务，为发展农村集体经济服务。”定性方面，《国务院关于金融体制改革的决定》明确规定："农村合作基金会不属于金融机构，不得办理存、贷款业务，要真正办成社区内的资金互助组织"。但是学界有观点认为农村合作基金会是“由地方政府控制的、带有合作制成份的、非银行农村金融机构”。

## 产生背景
20世纪80年代中期，在改革开放的大背景下，中国广大农村地区的家庭联产承包责任制不断推进、 人民公社随之解体，导致原有集体资产管理力量被削弱，继而引发了一些集体财产流失、农村集体资金使用不当等问题。为应对问题、满足经济发展需要，农村通过“清财收欠，以欠转贷”等方式将“清收集体资金与追求集体财产的保值增值”相互结合，在社员内部开展互助融资，进而催生了农村合作基金会。　

## 发展阶段
学者对于农村合作基金会的发展阶段，有着不同的观点。黎兵认为，合作基金会的发展可以分为试点推广的初始阶段(1986至1988年)、势头蓬勃与隐患俱增的发展阶段(1989至1998年)、清理整顿的消亡阶段(1999至约2003年)；王文莉等学者认为，其发展可以分为试办(1984至1986年)、发展(1987至1991年)、完善(1992年以后)三个阶段；而农业专家温铁军的阶段划分观点则更为细化，他认为农村合作基金会的发展可以分为以下五个阶段。

### 萌发
1983年下半年至1986年末，黑龙江、江苏等地农村社区，试行集体资金“队有村管”或“队有乡管”等办法，进行内部融资，进而产生了农村合作金融组织的雏型。期间，中共中央1984年1号文件中提到“允许农民和集体的资金自由的或有组织的流动。”、中共中央1985年5号文件对“发展多样化的资金融通形式”予以肯定。

### 改革试验
1987至1991年，农村合作基金会逐步得到了政府和有关部门的承认和支持。1987年1月中共中央政治局通过文件《把农村改革引向深入》：“一部分乡、村合作经济组织或企业群体建立了合作基金会，……原则上应当予以肯定和支持。”黑龙江尚志市、河北玉田县等地进行了农村合作基金会的规范化试验，各地农村合作基金会迅速发展。1991年12月，中国农业部发出了《关于加强农村合作基金会规范化、制度化建设若干问题的通知》。截至1992年，中国全国已建立的农村合作基金会为主要形式的农村合作金融组织，乡（镇）一级1.74万个，村一级11.25万个。

### 高速扩张
1992至1995年，农村合作基金会的发展处于高速扩张阶段。1992年邓小平发表南巡讲话后，中国上下兴起新一轮的投资热潮，大笔资金注入乡镇村办集体企业。截至中央正式提出整顿关闭之前的1996年底，中国已有2.1万个乡级和2.4万个村级农村合作基金会，融资规模大约为1500亿元。

### 整顿发展
1996至1998年，农村合作基金会的发展处于整顿发展阶段。1996年8月的《国务院关于农村金融体制改革的决定》提出了一些对农村合作基金会进行清理整顿措施。例如：凡农村合作基金会实际上已经营金融业务，存、贷款业务量比较大的，经整顿后可并入现有的农村信用社，也可另设农村信用社。

### 清理关闭
1999年1月中华人民共和国国务院发布3号文件，正式宣布全国统一取缔农村合作基金会：“……清理整顿的目标任务是：停止新设农村合作基金会；现有的农村合作基金会一律停止以任何名义吸收存款和办理贷款，同时进行清产核资，冲销实际形成的呆帐，对符合条件的并入农村信用社，对资不抵债又不能支付到期债务的予以清盘、关闭。”

## 评价
农村合作基金会是改革开放背景下，中国广大农村地区推动地方经济建设作出的积极探索，起到了改善集体资金管理、加快农村经济发展等积极作用。然而由于缺乏监督机制等原因，农村合作基金会干扰了金融运转的正常秩序、造成了一些资源浪费。

## 备注
1. ↑  此数据明显少于改革试验阶段中村一级的农村合作基金会数量，因此疑似有误，但“农村合作基金会的兴衰史（1984~1999）"一文原文如此。请可以查询到其它可靠来源的编者予以考证。